# Orden del Sol (Irán)
La Orden del Sol (persa: نشان خورشید Neshán-e Jorshid), también conocida como Orden de la Luz de los Arios u Orden de Aryamehr fue la máxima condecoración civil femenina del Imperio de Irán.

## Historia de la Orden del Sol
La Orden del Sol fue creada por la Shahbanou Farah Pahlaví el 26 de septiembre de 1967, justo un mes antes de la ceremonia de coronación de Mohammad Reza Pahlaví.
La Orden del Sol se creó para recompensar a aquellas personas que, a criterio de la Emperatriz, eran merecedoras de tal honor. 
Durante la época imperial, sólo se conocen cuatro otorgamientos, de los cuales tres son de la segunda clase y uno, el de la Shahbanou, en la primera clase. 
Las esposas de los distintos Jefes de Estado, o princesas reales de diversos países recibían, en defecto de la Orden del Sol, las insignias de la Orden de las Pléyades en sus distintas clases. 
La Orden del Sol fue oficialmente suprimida por el gobierno De Irán tras la Revolución Islámica de 1979, junto con las demás la Órdenes Imperiales.
A la muerte de Mohammad Reza Pahlevi, con el ascenso de Reza Ciro Pahlaví a la Jefatura de la Casa Imperial y de la Dinastía y al contrer éste matrimonio con Yasmine Pahlaví, el Gran Magisterio de la Orden pasó de Farah Pahlaví a la nueva consorte. La Orden conserva hoy día su vigencia como Orden dinástica. 

### Discusiones acerca del nombre
La Orden del Sol ha recibido al menos dos nombres por expertos en Falerística. En los enlaces de la sección de Fuentes el lector podrá encontrar fragmentos de relatos de personas que tuvieron relación con la Orden, en los que se refieren a ella como Orden del Sol y no como Orden de la Luz de los Arios, nombre usado por la Enciclopedia Iranica y otros autores. 
El título Aryamehr o Luz de los Arios fue uno de los muchos títulos usados por Mohammad Reza Pahlaví. 
La teoría más extendida al respecto es que dicha Orden fue una actualización de la antigua Orden de Aftab, máxima condecoración femenina durante el reinado de la dinastía Qayar, tanto por su parecido físico con sus insignias como por el uso que se hacía de ellas.

## Grandes maestres
- Farah Pahlaví (1959-1986)

- Yasmine Pahlaví (1986-actualidad)

## Clases
La Orden del Sol se entregaba en dos clases distintas:
- Primera clase: usada únicamente por la titular del Gran Magisterio de la Orden. Las insignias de la Primera clase, realizadas en platino y diamantes, iban acompañadas de una banda de muaré de seda azul marino acabada en sus dos extremos en hilo de oro. Fue únicamente usada por Farah Pahlaví y Tadj ol-Molouk, madre del Shah.

- Segunda clase: concedida a las Princesas de la Dinastía Pahlaví: Ashraf Pahlaví, Shams Pahlaví y Shahnaz Pahlaví. Las insignias eran iguales que en la Primera clase sin diamantes y con los extremos de la banda en hilo de plata.

## Insignias
- Placa: la placa de la Orden del Sol consiste en una estrella de dieciséis ráfagas bífidas de platino con un subrafagado de otras dieciséis ráfagas rectas, en el centro de la cual se encuentra, sobre esmalte azul marino, troquelada en oro, la Corona Imperial de Irán. En la Primera clase, en el centro de los dieciséis rayos bífidos se encuentra una raya de pavé de diamantes que nace en el centro de la pieza y termina en los extremos.

- Banda y Venera: la venera de la Orden del Sol consiste en una estrella un poco más reducida que la placa de dieciséis ráfagas bífidas de platino con un subrafagado de otras dieciséis ráfagas rectas, en el centro de la cual se encuentra, sobre esmalte azul marino, troquelada en oro, la Corona Imperial de Irán. La venera irá sujeta en una banda de muaré de seda azul marino cuyos extremos acabarán en motivos de hilo de plata. En la Primera clase, en el centro de los dieciséis rayos bífidos se encuentra una raya de pavé de diamantes que nace en el centro de la pieza y termina en los extremos. La banda de las insignias de la Primera clase terminará en sus extremos con motivos en hilo de oro.

## Galería de imágenes

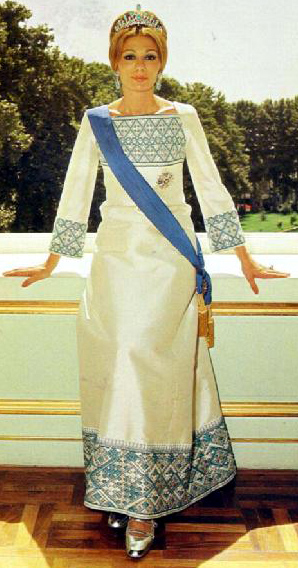
La Shahbanou Farah Pahlaví con las insignias de la Primera clase (nótese la terminación de la banda en hilo de oro)
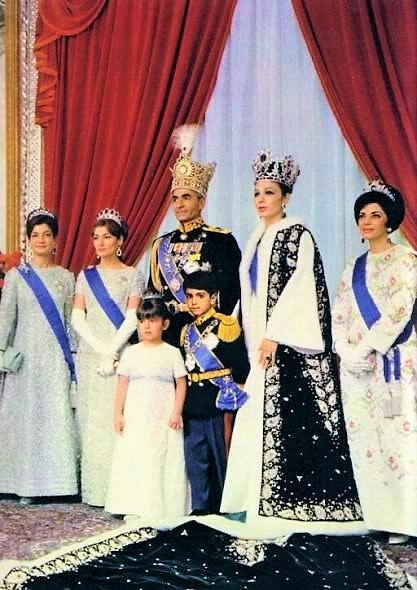
Foto oficial de la Coronación del Shah: obsérvense las Princesas Ashraf, Shahnaz y Shams com las insignias de la Segunda clase, y a la Shahbanou con las insignias de la Primera clase
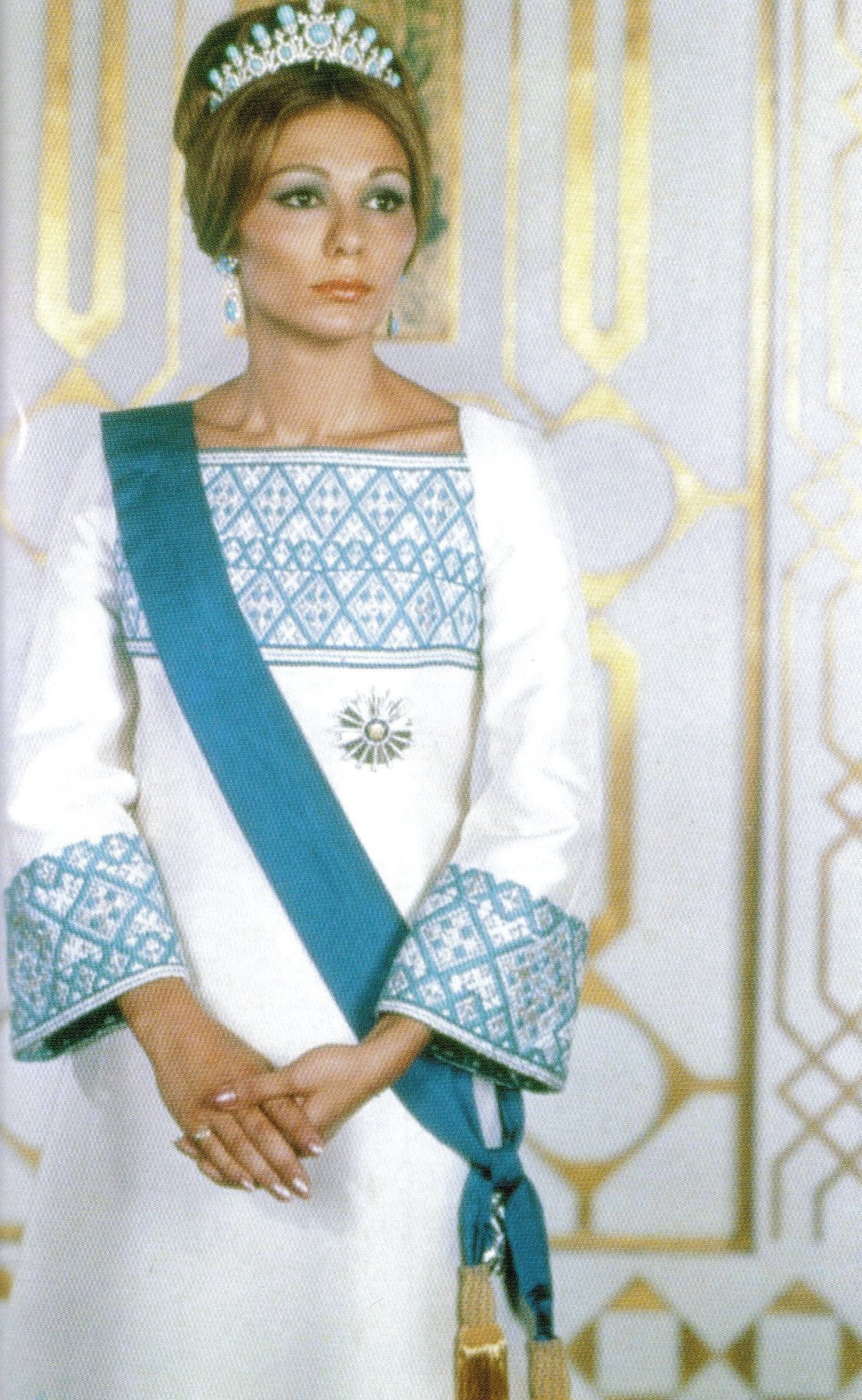
Otra imagen de la Shahbanou Farah Pahlaví con las insignias de la Primera clase (nótese la terminación de la banda en hilo de oro)